# 채시라의 세레나데
《채시라의 세레나데》는 1998년 10월 18일부터 1999년 1월 30일까지 방송된 KBS 2TV의 음악 프로그램인데 대부분 문화프로그램과 마찬가지로 방송시간이 평균 13분에 불과했다는 지적이 있었다.

## 기획 의도
클래식 스타들의 음악과 삶, 에피소드 등 클래식 스타들의 삶과 클래식 정보를 소개하는 음악 프로그램이다.

## 방송 시간
- 매주 일요일 밤 12시 10분

## 진행자
- 채시라